# Komorani
Komorani ist eine Ortschaft in der Gemeinde Livno im Westen von Bosnien und Herzegowina.

## Lage
Der Ort erstreckt sich entlang der Verbindungsstraße zwischen Livno und Split an einem Bachlauf in ländlicher Umgebung.

## Bevölkerung
In einem Allgemeinen geographisch-statistischen Lexikon von 1853 heißt es, das Dorf habe 56 Häuser und 320 Einwohner 2010 lebten noch etwa 40 Familien in Komorani und damit nur die Hälfte der Einwohner wie vor 30 Jahren. Ein großer Teil der ehemaligen Bewohner des Dorfes lebt und arbeitet in Deutschland oder Kroatien. Die heutige Bevölkerung treibt Viehzucht und Ackerbau und stellt einen hochwertigen Käse aus einer Mischung von Kuh- und Schafsmilch her, der auf den Bauernmärkten in der Umgebung verkauft wird.

### Volkszählung (1991)
| Volkszugehörigkeit | Personen | %     |
| Kroaten            | 117      | 48,15 |
| Bosniaken          | 107      | 44,03 |
| Serben             | 17       | 7,00  |
| Jugoslawen         | 2        | 0,82  |